# Annie Messina
Pour les articles homonymes, voir Messina.
Annie Messina (née en 1910 en Sicile ; morte à Rome en 1996) est une écrivaine italienne.

## Biographie
Sous le pseudonyme de Gamîla Ghâli, Annie Messina publie chez Sellerio en 1982, Le Myrte et la Rose, qui devient un best-seller malgré la supercherie (présenté comme un possible classique de la littérature arabe).
Fille d’un consul général italien à Alexandrie, elle a longtemps vécu en Égypte.

## Œuvres traduites en français
- Le Myrte et la Rose [« Il mirto e la rosa »], trad. de Jocelyne Sephord et René Marx, Paris, Éditions Viviane Hamy, 1992, 181 p.  (ISBN 2-87858-030-3)
- Le Palmier de Rusafa [« La palma di Rusafa »], trad. de Jocelyne Sephord, Paris, Éditions Viviane Hamy, 1994, 256 p.  (ISBN 2-87858-050-8) - rééd. 2015